# Artillerievorbereitung
Artillerievorbereitung(en) sind taktische Handlungen der angreifenden Artillerie, um Waffensysteme, Personal, Befestigungen und andere Objekte des Feindes vor dem Beginn des Angriffs der eigenen Truppen zu zerstören oder niederzuhalten.

## Allgemein
In der ersten Phase des Ersten Weltkriegs (bis 1916) fand die Artillerievorbereitung für den Durchbruch der vorderen Positionen Verwendung. Die Dauer des „Trommelfeuers“ schwankte von wenigen Stunden bis zu mehreren Tagen. Der taktische Nutzen dieser Bombardierungen war gering, da tiefgestaffelte Grabensysteme den Verteidigern erlaubten, sich während des Artillerieangriffes zurückzuziehen, während des nachfolgenden Infanterieangriffes jedoch die vorher zeitweise verlassenen Stellungen wieder zu besetzen und die gegnerische Infanterie abzuwehren. Zusätzlich wurde durch die Artillerievorbereitung das Vorangehen der angreifenden Infanterie erschwert.
Im weiteren Fortgang des Krieges verkürzte sich die Zeit der Artillerievorbereitung, sie ging einher mit einer Verbesserung der Treffsicherheit und umfasste Feuer aller Kaliber.
Im Zweiten Weltkrieg wurde Artillerievorbereitung dann eingesetzt,  wenn der Gegner sich in befestigten Stellungen befand. Die Angriffszeit betrug nun jedoch nur noch einige zehn Minuten bis zu mehreren Stunden. Artillerieunterstützung wurde dann geschossen, wenn sich der Gegner im Angriff auf eigene Stellungen befand. Mit der Entwicklung der mechanisierten Gefechtsführung durch Guderian wurde die Artillerie mit Selbstfahrlafetten wie der „Wespe“ und „Hummel“ selbst beweglich und folgte den mechanisierten Angriffsspitzen unmittelbar.

## Sowjetunion
In der sowjetischen Militärdoktrin des Kalten Krieges spielte die Artillerievorbereitung eine wichtige Rolle, entsprechend waren Ausbildungsgrundsätze und Strukturen des Heeres gestaltet. Die Artillerie gliederte sich in Gefechtsverbände die mit Panzerhaubitzen die unmittelbare Feuerunterstützung teilweise im direkten Richten durchführte und die Regimentsartilleriegruppe (RAG) und die Divisionsartilleriegruppe (DAG), die jeweils aus den übergeordneten Artillerieverbänden wie dem Divisionsartillerieregiment und der Korpsartillerie für die unterstellten Großverbände gebildet wurden. Die Artillerievorbereitung
war in der sowjetischen Militärdoktrin die erste Phase der Artillerieoffensive.
Zur Abwehr feindlicher Angriffe gab es eine „Artilleriegegenvorbereitung“. Für diese wurde versucht durch verstärkte Aufklärung bzw. Gewaltsame Aufklärung den Zeitpunkt des Angriffsbeginns zu ermitteln. Beim Unternehmen Zitadelle führte eine falsche Einschätzung des Angriffszeitpunkts dazu, dass die massive Artilleriegegenvorbereitung weitgehend wirkungslos blieb.